# Georg Menges (Politiker)
Georg Menges (* 5. Februar 1888 in Eberbach; † 3. Dezember 1973 in Freiburg im Breisgau) war ein deutscher Kommunal- und Landespolitiker in Baden.

## Werdegang
Nach seiner Schulausbildung schlug er die Verwaltungslaufbahn ein. Von 1919 bis 1933 war er Bürgermeister der Stadt Gernsbach. Nach Ende des Zweiten Weltkriegs folgte er am 4. März 1947 Georg Mall in der Beratenden Landesversammlung des Landes Baden nach und gehörte in der Folge von 1947 bis 1952 als Abgeordneter der Demokratischen Partei (DemP) dem Badischen Landtag an. Nach der Bildung des Landes Baden-Württemberg war er von 1952 bis 1960 Mitglied des Landtages von Baden-Württemberg.
Daneben war Menges Vorsitzender des Verbandes badischer Gemeinden, Mitglied des Verbandsausschusses des Badischen Sparkassen- und Giroverbandes sowie Mitglied des Verwaltungsrates der Badischen Girozentrale.
Menges gleichnamiger Sohn, der Kunststofftechniker und Hochschullehrer Georg Menges (1923–2021) wurde in Gernsbach geboren.

## Auszeichnungen
- 1952: Bundesverdienstkreuz (Steckkreuz)